# Koszmosz–405
Koszmosz–405 (oroszul: Космос 405) Koszmosz műhold, a szovjet műszeres műhold-sorozat tagja. Katonai rádiófelderítő műhold.

## Küldetés
Meghatározott űrkutatási és katonai programot hajtott végre. Celina–D (oroszul: Целина) részletes rádiófelügyeleti rendszer. Feladata a földi adók (radar és rádió) pontos helyének, frekvenciájának, az alkalmazott eszköz típusának, az alkalmazás módjának (kódolt, nyílt), aktivitásának meghatározása. Hadműveletek során felerősödő kommunikáció ellenőrzése, lehetőséget biztosítva az előzetes figyelmeztetésre, további eszközök felkészítésére.

## Jellemzői
A dnyipropetrovszki Juzsnoj (DP VO) tervezőirodában kifejlesztett, ellenőrzése alatt gyártott műhold (típusa 11F619). Üzemeltetője a moszkvai Honvédelmi Minisztérium (oroszul: Министерство обороны – MO) minisztérium.
Megnevezései: Koszmosz–405; Космос 405; COSPAR: 1971-028A; Kódszáma: 5117.
1971. április 7-én a Pleszeck űrrepülőtérről, LC–43 (LC–Launch Complex) jelű indítóállványról egy Vosztok (8A92M) típusú hordozórakétával juttatták alacsony Föld körüli pályára (LEO = Low-Earth Orbit).  Az orbitális egység pályája 96,70 perces, 81,2 fokos hajlásszögű, elliptikus pálya perigeuma 594 kilométer, apogeuma 603 kilométer volt.
Hasznos tömege 3800 kilogramm. A sorozat felépítését, szerkezetét, alapvető fedélzeti rendszereit tekintve egységesített, szabványosított űreszköz. Henger formájú, hossza 1, átmérője 3,5 méter. Az űreszközhöz napelemeket rögzítettek, éjszakai (földárnyék) energiaellátását kémiai akkumulátorok biztosították. Látható pályasíkjában vevőállomásaira játszotta a rögzített jeleket, nem láthatóan rögzítette, majd földi parancsra lejátszotta.
A légkörbe történő belépésének ideje ismeretlen.